# 皮亞齊峰
46°25′00″N 10°17′06″E / 46.41667°N 10.28500°E

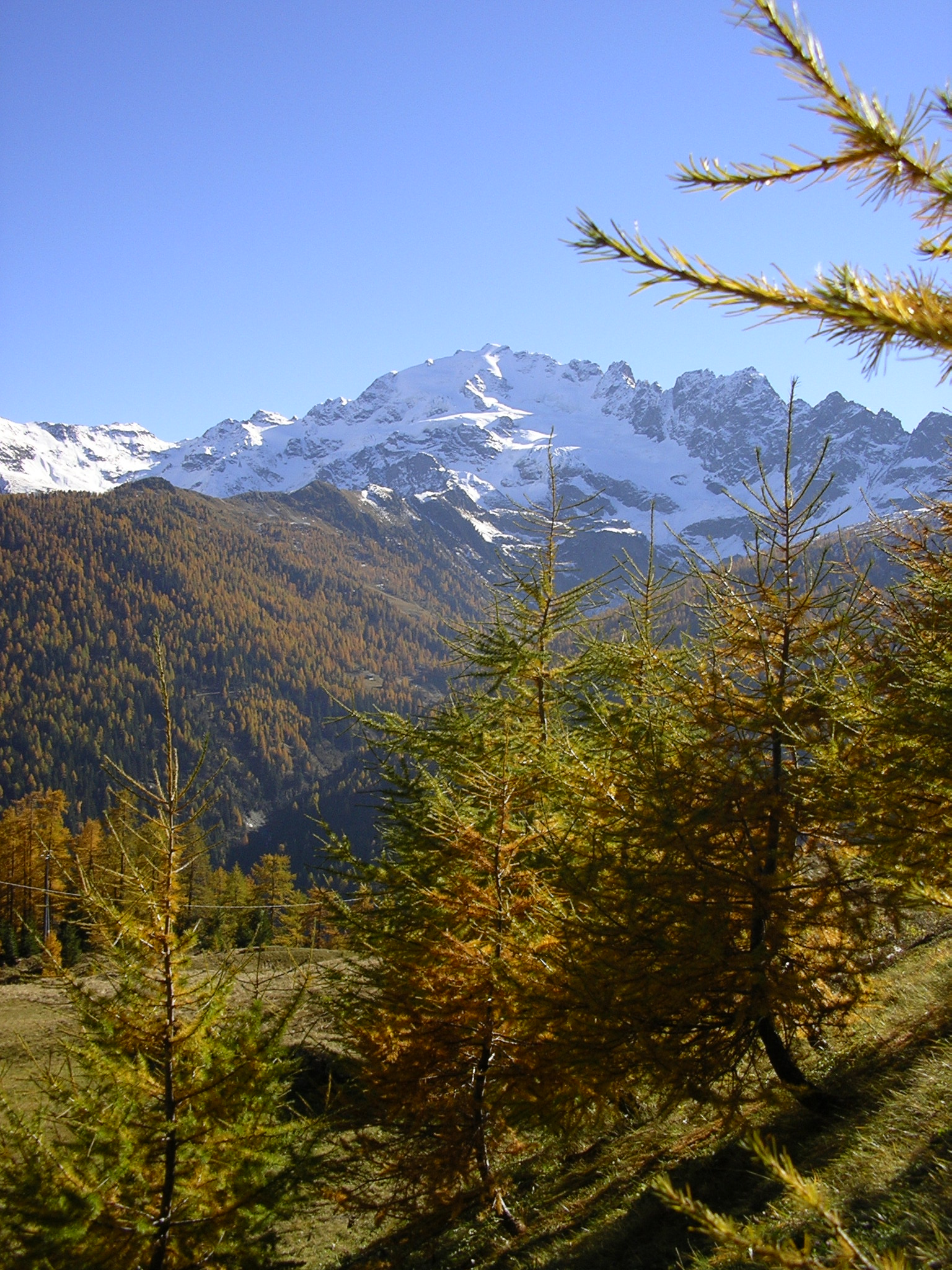

皮亞齊峰（義大利語：Cima Piazzi），是意大利的山峰，位於該國北部，由倫巴第大區負責管轄，屬於利維尼奧阿爾卑斯山脈的一部分，海拔高度3,439米，人類在1867月8月21日首次登頂。